# 2 Comae Berenices
2 Comae Berenices är en gulvit underjätte  i stjärnbilden Berenikes hår. Stjärnan är av visuell magnitud +5,89 och synlig för blotta ögat vid god seeing. Den befinner sig på ett avstånd av ungefär 330 ljusår.